# Асбестовський
Асбе́стовський (рос. Асбестовский) — селище у складі Алапаєвського міського округу (Алапаєвськ) Свердловської області.
Населення — 1274 особи (2010, 1229 у 2002).
До 12 жовтня 2004 року селище мало статус селища міського типу.